# Jorge Caraballo
Jorge Washington Caraballo (Treinta y Tres, Uruguay, 5 de mayo de 1959) es un exfutbolista profesional uruguayo, se desempeñó en el terreno de juego como mediocampista y militó en diversos clubes de Uruguay, Brasil, Chile, Ecuador e Italia.

## Clubes
| Club                  | País    | Año       |
| --------------------- | ------- | --------- |
| Central Español       | Uruguay | 1977      |
| Danubio               | Uruguay | 1978-1982 |
| Pisa                  | Italia  | 1982-1983 |
| Audaz Octubrino       | Ecuador | 1983-1986 |
| Goiás                 | Brasil  | 1986-1988 |
| Audaz Octubrino       | Ecuador | 1988-1990 |
| Arturo Fernández Vial | Chile   | 1990-1991 |